# Xylopteryx phaeochyta
Xylopteryx phaeochyta är en fjärilsart som beskrevs av Fletcher 1958. Xylopteryx phaeochyta ingår i släktet Xylopteryx och familjen mätare. Inga underarter finns listade i Catalogue of Life.